# Ateuchus steinbachi
Ateuchus steinbachi är en skalbaggsart som beskrevs av Antoine Boucomont 1928. Ateuchus steinbachi ingår i släktet Ateuchus och familjen bladhorningar. Inga underarter finns listade.